# Stadio Quadrifoglio - Aldo Notari
Lo stadio "Quadrifoglio - Aldo Notari" è uno stadio del baseball ubicato a Parma (Italia).

## Storia
In precedenza centro federale della FIBS, composto da quattro campi disposti per l'appunto a quadrifoglio, nel 2007 l'intero impianto viene rilevato dal Comune di Parma e ristrutturato; i lavori si concludono nel marzo 2009, e nel settembre dello stesso anno la struttura viene intitolata ad Aldo Notari ed inaugurata in occasione del Campionato mondiale di baseball 2009, del quale ospita tre partite. L'impianto prende il posto dello Stadio Nino Cavalli, ora demolito.
La struttura è sede delle partite casalinghe del Parma Baseball (militante nella Italian Baseball League).